# Picco del ferro
Il picco del ferro è un massimo locale nei dintorni del Fe (V, Cr, Mn, Fe, Co e Ni) sul grafico delle abbondanze degli elementi chimici, come mostrato sotto.
Per gli elementi prima del ferro, la fusione nucleare libera energia. Per gli elementi più pesanti del ferro, la fusione nucleare consuma energia, ma la fissione nucleare la libera. Gli elementi chimici fino al picco del ferro sono prodotti nella normale nucleosintesi stellare. Gli elementi più pesanti sono prodotti solo durante la nucleosintesi delle supernovae. Questo è perché abbiamo più elementi nel picco del ferro che nelle sue vicinanze. 

Abbondanze degli elementi chimici nel sistema solare. Idrogeno ed elio sono assai comuni, dal Big Bang. I tre elementi successivi (Li, Be, B) sono rari perché sono scarsamente sintetizzati nel Big Bang e anche nelle stelle. Le due tendenze generali nei rimanenti elementi prodotti dalle stelle sono: (1) un'alternanza di abbondanza negli elementi quando hanno numeri atomici pari o dispari, e (2) una diminuzione generale dell'abbondanza, quando gli elementi diventano più pesanti. Il "picco del ferro" potrebbe comparire negli elementi vicini al ferro come effetto secondario, aumentando le abbondanze relative degli elementi con i nuclei legati più fortemente.

## Energia di legame
Il grafico sottostante mostra l'energia di legame di vari elementi. I valori crescenti dell'energia di legame possono essere interpretati in due modi: 
1. È l'energia richiesta per togliere un nucleone da un nucleo; ed
2. È l'energia liberata quando un nucleone è aggiunto a un nucleo.

Come si può vedere, gli elementi leggeri come l'idrogeno liberano grandi quantità di energia (un grande aumento dell'energia di legame) quando sono aggiunti nucleoni — il processo di fusione. Al contrario, gli elementi pesanti come l'uranio liberano energia quando sono tolti nucleoni — il processo di fissione nucleare. Sebbene i nuclei con 58 e 62 nucleoni abbiano la più alta energia di legame, fondere quattro nucleoni nel nickel–56 per produrre l'elemento successivo — lo zinco–60 — effettivamente richiede energia piuttosto che liberarne. Di conseguenza, il nickel–56 è l'ultimo prodotto di fusione creato nei nuclei delle stelle di massa elevata (vedi anche Processo di fusione del silicio).